# يونكرز يو 188
يونكرز يو 188 قاذفة متوسطة لسلاح الجو الألماني عالية الأداء تم بناؤها أثناء الحرب العالمية الثانية، اللاجقة ليونكرز يو 88 مع أداء وحمولات أفضل. تم إنتاجها بأعداد محدودة فقط، وذلك بسبب وجود إصدارات محسّنة من يو 88، بالإضافة إلى حملة القصف الإستراتيجية ذات الفعالية المتزايدة ضد الصناعة الألمانية والتركيز على إنتاج الطائرات المقاتلة.

## خلفية
في عام 1936، قدمت يونكرز مقترحات لجو 85 و جو 88 على المنافسة على موحدة وفتوافا عالية السرعة الجديد مهاجم تكتيكي ، والمعروفة باسم قاذفات سريعة. كان التصميمان متطابقان تقريبًا، ولكنهما يختلفان فقط في أن يو 85 كانت تستخدم دفة مزدوجة ويو 88 زعنفة واحدة.

## جو 188
بحلول عام 1942، أصبح من الواضح أن مرشح يونكرز لبرنامج Bomber B المهم، يو 288، لن تكون جاهزًة قريبًا وأن يو 88 كانت تحت رحمة تحسين سريع لمقاتلات سلاح الجو الملكي البريطاني ومقاتلات VVS السوفيتية. قررت RLM أخيرًا أنه حتى المكاسب الصغيرة في الأداء في يو 88بي كانت جديرة بالدراسة وطلبت من يونكر تطوير طائرة مثل جو 188.